# Marcel Samuel-Rousseau
Marcel Samuel-Rousseau   (7è districte de París, 18 d'agost de 1882 - París, 11 de juny de 1955) va ser un francès compositor, organista i director d'òpera.

## Biografia
Va estudiar composició al Conservatori de París i va ser guardonat amb el Prix de Rome el 1905. Fou organista a Saint-Séverin de 1919-1922 i president de la "Société des auteurs, compositeurs et éditeurs de musique" de 1935-1953. Durant molts anys va ser professor d'harmonia al conservatori de París i director artístic de la companyia d'òpera Pathé. De 1941-1944 va ser director de l'Òpera Nacional de Paris.
Com a compositor Samuel-Rousseau va estar molt influenciat per les obres de César Franck i Gabriel Fauré . Tenia un estil més conservador que molts contemporanis, però era un mestre en l'harmonia cromàtica en la qual va tenir entre els seus alumnes a Marcel Dautremer, i, tenia un fort sentit per a la dramàtica. Entre les seves composicions s'inclouen òperes, ballets, música d'orquestra i piano i cançons. Les seves millors obres són les seves òperes, que tendeixen a l'exòtic i són ambiciosos a escala. Dues de les seves òperes, Le Hulla (1920) i Kerkeb (1931), tenen la seva base a l'Orient; amb el paper del darrer títol de ballarina de barber en un harem. La seva òpera Tarass Boulba (1919), es basa en la llegenda d'un guerrer cosac. També va escriure una òpera basada en la llegenda artúrica Le roi Arthur (1903).